# محمد الهی
محمد الهی (زاده ۱۵ اردیبهشت ۱۳۳۸ در مشهد) بازیگر سینما، تلویزیون و تئاتر ایران است.

## فیلم‌شناسی

### سینما
- گیج‌گاه (۱۳۹۹)
- مدیترانه (١٣٩٧)
- جاده قدیم (١٣٩۶)
- گشت ارشاد ۲ (۱۳۹۵)
- معبد جان (۱۳۸۷)
- ماه‌وش (۱۳۸۶)
- مسیح (۱۳۸۴)
- توفان شن (۱۳۷۵)
- شیخ مفید (۱۳۷۴)
- بازگشت قهرمان (۱۳۶۹)
- زمزمه (۱۳۶۶)

### تلویزیون
- زوج یا فرد (١٣٩٨، علیرضا نجف زاده)
- سر دلبران (۱۳۹٧، محمدحسین لطیفی)
- معمای شاه (۱۳۹۴، محمدرضا ورزی)
- قاب خاطره (۱۳۹۴، محمد حجت ذیجودی)
- تنهایی لیلا (۱۳۹۴، محمدحسین لطیفی)
- ستایش ۲ (۱۳۹۲، سعید سلطانی)
- به خاطر من (۱۳۸۵، اکبر منصور فلاح)
- بچه‌های هور (۱۳۸۴، عبدالله باکیده)
- مردان کوچک (۱۳۸۳، اکبر منصورفلاح)
- بررسی یک پرونده (۱۳۸۱، علاءالدین رحیمی)
- نقش بر آب (۱۳۸۱، عبدالله باکیده)
- هم‌پیمان (۱۳۷۹، فرزین مهدوی فر)
- کت جادویی (۱۳۷۷، محمدحسین لطیفی)
- روایت عشق (۱۳۶۴، علاءالدین رحیمی و انوشیروان ارجمند)
- شیخ مفید (مجموعه تلویزیونی)
- بانو (مجموعه تلویزیونی)
- آفتاب هدایت
- پایتخت (فصل سوم)
- برادران خورشید

## شبکه نمایش خانگی
- جناب عالی (١۴٠١، عادل تبریزی)
- شهرزاد (۱۳۹۴، حسن فتحی)